# 东平站 (佛山)
东平站是广佛地铁和佛山地铁3号线的其中一个换乘车站。車站位于中國广东省佛山市顺德区乐从镇佛山新城裕和路文華南路口的地底。车站于2016年12月28日随广佛线二期开通運營而启用，六年後隨着3號線首通段的開通，本站成為换乘車站。

## 車站結構

### 車站樓層
本站共有三層。地面為裕和路、文華南路以及其它建築；地下一層為站廳；地下二層為广佛线月台；地下三層為3號線月台。
| 地下一层 | 上层站厅 广佛线 3号线      | 售票機、客服中心、商店、警务室、安检设施 通道连接城际顺德北站 |  |  |
| 地下二层 | 1 站台                     | █广佛线 沥滘方向（下站：世纪莲）                              |  |  |
|          | 岛式站台（卫生间）         |                                                               |  |  |
|          | 2 站台                     | █广佛线 新城東方向（下站：新城東）                            |  |  |
|          | 下层站厅 3号线             | 售票機、客服中心                                              |  |  |
|          | 换乘平台                   | 来往 █广佛线 █3号线 两线站台                                  |  |  |
| 地下三层 | 3 站台                     | █3号线 中山公园方向（下站：湾华）                             |  |  |
|          | 岛式站台（卫生间、母婴室） |                                                               |  |  |
|          | 4 站台                     | █3号线 顺德学院站方向（下站：大墩）                           |  |  |

### 站厅
东平站共设有上下两层站厅，地下一层为广佛线和3号线共用的上层站厅，地下二层为3号线专用的下层站厅。两个站厅均設有售票機、自动售卡/充值机、客務中心等设施。
本站广佛线站厅和站台均使用广佛线统一的棕色陶瓷板进行装修；同时本站作为3号线首通段的其中一个特色车站，3号线扩建部分的整体装修提取了荷花及水波纹元素，上层站厅的3号线部分为中空设计的中庭，其天花绘有《清明上河图》。
站厅的收费区设于上层站厅广佛线部分的南侧，以及下层站厅的北侧。收费区内设有多组楼梯和扶手电梯供乘客前往两线的月台。而在广佛线站厅的东侧则另外单独划分收费区供連接广佛线站台的专用电梯之乘客使用，并设置闸机和通道供乘客进出。
本站目前没有设置车站商店，但设有自动售卡/充值机。
- 广佛线站厅
- 3号线下层站厅
- 3号线上层站厅

### 月台及换乘
本站廣佛線設有一個島式月台，位於裕和路地底；3號線則设有一個島式月台，位於文華南路地底。兩線站台呈「T」字相交，其中广佛线月台在上层，3号线月台在下层。
换乘方面，兩線通過连接两线站台的轉乘平台轉乘，另外亦可繞經上层站廳進行轉乘。
此外，本站广佛线和3号线站台均设有卫生间，分别设于广佛线月台西端及3号线月台南端。3号线站台在卫生间附近亦另外设有母婴室。

### 出入口
東平站设有6个出入口供乘客进出。A-C出入口随广佛线开通而启用，D-F出入口随3号线开通而启用；惟D口自2025年2月21日起关闭。
此外，本站还设有连接城际顺德北站的换乘通道。
|                                           |                                                       |      |          |                                                                                        |
|                                           |                                                       |      |          |                                                                                        |
| 編號                                      | 设施                                                  | 照片 | 出口指示 | 建議前往的目的地                                                                       |
| A                                         | 盲道标志 · 升降机标志 · 无障碍通道标志 · 扶手电梯标志 |      | 裕和路   | 文華南路、君蘭西路、天成路、保利东湾西站公交车站、东平广场公交车站                     |
| B                                         | 盲道标志 · 扶手电梯标志                               |      | 裕和路   |                                                                                        |
| C                                         | 盲道标志 · 无障碍通道标志 · 扶手电梯标志              |      | 裕和路   | 佛山傳媒集團、东平广场公交车站（东行）                                                 |
| E                                         | 盲道标志 · 扶手电梯标志                               |      | 文华南路 | 东平站（文华南路）公交车站（北行）、东平广场公交车站（东行）、东平广场交通枢纽公交车站 |
| F                                         | 盲道标志 · 扶手电梯标志                               |      | 裕和路   | 文华南路                                                                               |
| 註： 設有 \| 設有 \| 設有 \| 設有扶手電梯 |                                                       |      |          |                                                                                        |

## 接驳交通
| 城际铁路（顺德北站） - 广肇城际铁路 巴士 \| 编号 \| 编号 \| 线路 \| 线路 \| 线路 \| 收费 \| 运营商 \| 备注 \| \| ---- \| ------ \| ------------------------------ \| ---- \| ---------------------- \| ----- \| ----------------- \| ---- \| \| \| 330G19 \| 东平广场交通枢纽站 \| ⇆ \| 南区公园公交枢纽站 \| 2–4元 \| 顺德鸿运 \| \| \| \| 344 \| 沙滘医院 \| ⇆ \| 保利东湾北 \| 2元 \| 顺德鸿运 \| \| \| \| 802 \| 新福港鼎峰公交枢纽站 \| ⇆ \| 广教工业路 \| 2–4元 \| 佛汽公交 顺德鸿运 \| \| \| \| 932 \| 君兰河堤公园 \| ⇆ \| 市妇幼保健院公交首末站 \| 2–4元 \| 顺德鸿运 \| \| \| \| 981 \| 东平广场交通枢纽站 \| ⇆ \| 杏坛客运站 \| 2–5元 \| 顺汽公交 \| \| \| \| 佛K330 \| （佛山）龙江交通中心公交枢纽站 \| ⇆ \| 广州南站 \| 3–9元 \| 新协力 番广客运 \| \| |        |                                |      |                        |       |                   |      |
| 编号 | 编号   | 线路                           | 线路 | 线路                   | 收费  | 运营商            | 备注 |
| | 330G19 | 东平广场交通枢纽站             | ⇆    | 南区公园公交枢纽站     | 2–4元 | 顺德鸿运          |      |
| | 344    | 沙滘医院                       | ⇆    | 保利东湾北             | 2元   | 顺德鸿运          |      |
| | 802    | 新福港鼎峰公交枢纽站           | ⇆    | 广教工业路             | 2–4元 | 佛汽公交 顺德鸿运 |      |
| | 932    | 君兰河堤公园                   | ⇆    | 市妇幼保健院公交首末站 | 2–4元 | 顺德鸿运          |      |
| | 981    | 东平广场交通枢纽站             | ⇆    | 杏坛客运站             | 2–5元 | 顺汽公交          |      |
| | 佛K330 | （佛山）龙江交通中心公交枢纽站 | ⇆    | 广州南站               | 3–9元 | 新协力 番广客运   |      |

## 历史
广佛线车站于2015年2月10日主体结构封顶，2016年12月28日中午12時随广佛地铁二期开通而正式启用。而三号线车站于2022年12月28日开通，本站亦成为换乘站。

## 未來發展

### 佛山地铁6号线
未來包括本站在內的新城東—世紀蓮一段將拆離廣佛地鐵，並向兩端延伸形成佛山地铁6号线獨立運營。該線落實並建成之後，本站在未來將會改為佛山6號線的车站，不再屬於廣佛线。

### 廣州地鐵28號線
廣州地鐵28號線（佛穗莞城际）一期東平車站預計位於华章道、佛山新闻中心东侧，與現有東平站需經站廳長通道換乘。